# 堀部隆一
堀部 隆一（ほりべ りゅういち、1943年7月21日 - 2018年8月22日）は、日本の男性俳優、声優、ナレーター。身長170cm。

## 来歴
熊本県出身。熊本県立八代高等学校、早稲田大学卒業。新国劇を経て、劇団青年座所属。

## 人物
資格は普通自動車免許。

## 出演

### テレビドラマ
- 悪女
- 刑事くん
- 隠密奉行朝比奈  第2シリーズ 第6話「逃げる女・鳥取砂丘の決闘（1999年、CX / 東映） - 木山喜平 役
- 仮面ライダーシリーズ
  - 仮面ライダーV3 第17話「デビルスプレーは死神の武器」・第18話「悪魔の裏切り あやうしV3!」（1973年、毎日放送 / 東映） - 市村明雄 役
  - 仮面ライダーアギト - 警視庁幹部 役
- 貫太ですッ!
- 荒野の素浪人 第26話「妖雲 笛吹川の人柱」（1972年、NET / 三船プロ）
- 西遊記
- 事件記者・浦上伸介事件ファイル
- 大河ドラマ
  - 新・平家物語 - 佐藤継信 役
  - 勝海舟 - 土方楠左衛門 役
  - 元禄太平記 - 中村弥太之丞 役
  - 獅子の時代 - 困民党幹部 役
  - 翔ぶが如く - 野津鎮雄 役
  - 葵 徳川三代 - 松平康元 役
  - 北条時宗 - 中原師連 役
- 白線流し
- はるちゃん
- 坊さん弁護士
- 恋愛偏差値
- 若き血に燃ゆる〜福沢諭吉と明治の群像

### 映画
- 人間標的

### 舞台
- 希望
- 次郎長が行く
- 審判
- 大菩薩峠
- 殺陣師段平
- ブンナよ木からおりてこい

### テレビアニメ
1983年
- 聖戦士ダンバイン（1983年 - 1984年、エイブ）
- 野生のさけび

1984年
- 重戦機エルガイム（1984年 - 1985年、船長、ワザン・ルーン、アマンダラ・カマンダラ〈2代目〉）

1986年
- 宇宙船サジタリウス（タイガ）
- 機動戦士ガンダムΖΖ（ロオル）

1987年
- 機甲戦記ドラグナー（司令官）

1989年
- 獣神ライガー（城の声）

1995年
- 獣戦士ガルキーバ（ドーラ・ヨマ）

1997年
- フォーチュン・クエストL（アンダーソン）

1998年
- デビルマンレディー（小林部長）
- ブレンパワード（伊佐未研作）

1999年
- アークザラッド（ヴィルマー）
- 名探偵コナン（1999年 - 2005年、重松明男、鵜飼恒夫、船木武彦、徳山法男、タクシードライバー）

2000年
- 週刊ストーリーランド（2000年 - 2001年、頭取、鑑定士2、店主、首相）
- 星界の戦旗（タラス）

2001年
- 星界の戦旗 特別篇（タラス）

2002年
- 攻殻機動隊 STAND ALONE COMPLEX（外務大臣）

2005年
- 蟲師（澪の父）

2013年
- サムライフラメンコ（平井）

2014年
- 白銀の意思 アルジェヴォルン（リンツ大佐）
- 曇天に笑う（岩倉具視、隊員）

### 劇場アニメ
- め組の大吾 火事場のバカヤロー（1999年、植木）
- 人狼 JIN-ROH（2000年、巽志郎）
- 名探偵コナン ベイカー街の亡霊（2002年、諸星警視副総監[11]）

### OVA
- New Story of Aura Battler DUNBINE（1988年、エイブ・タマリ）
- ダーティペア FLASH3（1994年、機長）
- 銀河英雄伝説外伝 螺旋迷宮（2000年、カルテンボルン中将）

### ゲーム
- スーパーロボット大戦F（1997年、エイブ・タマリ、ワザン・ルーン）
- スーパーロボット大戦F完結編（1998年、エイブ・タマリ、アマンダラ・カマンダラ、ワザン・ルーン）
- スーパーロボット大戦シリーズ（2000年 - 2015年、エイブ・タマリ） - 4作品[一覧 1]
- スーパーロボット大戦シリーズ（2004年 - 2021年、アマンダラ・カマンダラ〈真オルドナ・ポセイダル〉） - 4作品[一覧 2]
- Another Century's Episode（2005年、アマンダラ・カマンダラ）
- Another Century's Episode 2（2006年、アマンダラ・カマンダラ）
- Another Century's Episode Portable（2011年、アマンダラ・カマンダラ）

### ドラマCD
- GファンタジーコミックCDコレクション ファイアーエムブレム暗黒竜と光の剣（コーネリアス）

### 吹き替え

#### 映画
- 悪魔の呼ぶ海へ（プレイステッド判事〈リチャード・ドナット〉）
- アサインメント ※ソフト版
- アメリカン・プレジデント
- アルマゲドン（ダン・トルーマン〈ビリー・ボブ・ソーントン〉）※ソフト版
- 従妹ベット
- イン・グッド・カンパニー
- オータム・イン・ニューヨーク（トム・グランディ〈J・K・シモンズ〉）
- オデュッセイア/魔の海の大航海（エウリュロコス〈マイケル・テズカン〉）
- オリエント急行殺人事件（コンスタンティン医師〈ジョン・クルーリス〉）※DVD追加録音分
- ガリバー旅行記
- 海底2万マイル
- キンダガートン・コップ ※テレビ朝日版
- クロスゲージ
- ケイティ（ビル・ステイトン警部補〈フレッド・ウォード〉）
- コヨーテ・アグリー
- サイダーハウス・ルール（ウィルバー・ラーチ医師〈マイケル・ケイン〉）※Netflix版
- 十戒 ※テレビ朝日版
- スパイダー/少年は蜘蛛にキスをする
- スリング・ブレイド
- セイント（カルポフ大統領〈エフゲニー・ラザレフ〉）
- 007 ゴールデンアイ（コンピューターストア店長）※テレビ朝日版
- 第一容疑者（ロバート・ウエスト〈リアム・カニンガム〉）
- ダークナイト ライジング（ライリー神父〈クリス・エリス〉）
- 追跡者（スターク）※テレビ朝日版
- ディープ・エンド・オブ・オーシャン（アンジェロ〈トニー・ムサンテ〉）
- 逃走特急 インターシティ・エクスプレス（カール・ハインツ〈ペーター・フランケ〉）
- ニュートン・ボーイズ（J・P・オルドリッチ〈ボー・ホプキンス〉）
- ハリウッド・ミューズ（ジェイコブソン〈デイキン・マシューズ〉）
- パッチ・アダムス（アーサー〈ハロルド・グールド〉）
- ビッグ・ライアー（ヴィンス〈リー・メジャース〉）
- ボブ・クレイン 快楽を知ったTVスター（ワーナー・クレンペラー〈カート・フラー〉）
- マイ・ラブリー・フィアンセ（ピット〈オリバー・フォード・デービス〉）
- ラビナス（スローソン〈ジョン・スペンサー〉）
- リーサル・ウェポン4（チュウ〈ロジャー・ユアン〉）
- ル・ディヴォース/パリに恋して（イザベルの父〈サム・ウォーターストン〉）
- レジェンド・オブ・アロー ※NHK版

#### テレビドラマ
- WITHOUT A TRACE/FBI 失踪者を追え!（ジョージ・ハワード）
- おまかせアレックス（キャリングトン先生）
- グッド・ワイフ2（バーキン所長〈マイケル・ペムバートン〉）
- グッド・ワイフ4（バッキー・ステイブラー〈ブライアン・デネヒー〉）
- コールドケース7 ザ・ファイナル
- 三国志 Three Kingdoms（張遼）
- CSI:3 科学捜査班
- CSI:ニューヨーク2（ジョー・グリーン〈ニック・オファーマン〉）
- SCORPION/スコーピオン（ボブ・コネリー社長〈コービン・バーンセン〉）
- チェオクの剣（トクス）
- 24 -TWENTY FOUR- シーズン4（ドン・アシュトン〈デニス・アーント〉）
- NUMBERS 天才数学者の事件ファイル シーズン2（ジェームズ・クリアウォーター）
- ハイスクール・ウルフ（ボブ・ドーキンズ市長〈アラン・フォーセット〉）
- ハウス・オブ・カード 野望の階段
- ブルーブラッド 〜NYPD家族の絆〜
- ボディ・オブ・プルーフ3 死体の証言（ジェリー・ロバーツ〈クリストファー・マクドナルド〉）
- 名探偵ポワロ 満潮に乗って（ジョージ執事）※NHK版
- レイ・ドノヴァン ザ・フィクサー

### ボイスオーバー
- BS世界のドキュメンタリー（NHK BS1）
- フロム・ジ・アース/人類、月に立つ（NHK BS2）
- ロイヤル・スキャンダル 〜エリザベス女王の苦悩〜（2012年、NHK BSプレミアム）

### シリーズ一覧
1. ↑  『α』（2000年）、
『α for DC』（2001年）、『IMPACT』（2001年）、『BX』（2015年）
2. ↑  『GC』（2004年）、『XO』（2006年）、『Operation Extend』（2013年）、『30』（2021年）